# إليزابيث جين هاورد
إليزابيث جين هاورد (بالإنجليزية: Elizabeth Jane Howard)‏‏ (26 مارس 1923 في لندن - 2 يناير 2014 ) كاتِبة، وكاتبة سير ذاتية، وروائية من المملكة المتحدة.

## الجوائز
- قائد وسام الامبراطورية البريطانية
- جائزة جون لولين رايس  [لغات أخرى]‏
- زميل في الجمعية الملكية للأدب

## روابط خارجية
- إليزابيث جين هاورد على موقع IMDb (الإنجليزية)
- إليزابيث جين هاورد على موقع الموسوعة البريطانية (الإنجليزية)
- إليزابيث جين هاورد على موقع قاعدة بيانات الفيلم (الإنجليزية)